# Алери (Сома)
Алери (фр. Allery) насеље је и општина у североисточној Француској у региону Пикардија, у департману Сома која припада префектури Абевил.
По подацима из 2011. године у општини је живело 804 становника, а густина насељености је износила 61,51 становника/km². Општина се простире на површини од 13,07 km². Налази се на средњој надморској висини од 28 метара (максималној 127 m, а минималној 28 m).

## Демографија
| 1962. | 1968. | 1975. | 1982. | 1990. | 1999. | 2011. |
| ----- | ----- | ----- | ----- | ----- | ----- | ----- |
| 911   | 911   | 863   | 790   | 736   | 752   | 804   |

График промене броја становника у току последњих година